# Піанхалара
Піанхалара (Піанхі-Алара) (д/н — 350 до н. е.) — цар Куша в 369–350 роках до н. е.

## Життєпис
Відомостей про нього обмаль. Відомо що панував з 369 до 350 року до н. е. Його артефакти омбежені, можливо це пов'язано з тим, що частина з них приписується Алара. Стосовно нього триває дискурс. За однією гипотезою — старший син царя Гарсіотефа та його першої дружини Батахалійє. За іншою — син Баскакерена та його небоги Малетарели, доньки Герінутаракамані, сина Малевіебамані. Водночас є згадка про Піанхалару за часів панування його царя Настасена.
Відбувалися якись внутрішні зміни, що відбилося у похованні царя в більш давньому некрополі Ель-Курру замість ставшого традиційним Нурі. На думку низки дослідників це пов'язано було з бажанням Піаналари відродити потугу Кушу часів панування Єгиптом. Інші висувають більш слушну теорію, за якою Піанхалара, що був стриєчним братом Гарсіотефа, після смерті останнього захопив владу. Але відчував себе досить міцним в Мерое, тому перемістив резиденцію на північ. Інші вважають, що в цей час Куш розпався на 2 частини й більше часу піанхалара боровся з родичем Ахратаном
Навіть дата смерті є суперечливою — 353 або 350 роки до н. е. Припускають, що після його смерті відбулися численні повстання, або самого Піанхалару було повлаено внаслідок заколоту. Поховано в піраміді № 1. Йому спадкував Ахратан.